# ゲンタ・イスマイリ
ゲンタ・イスマイリ（アルバニア語:Genta Ismajli）、本名ゲンティアナ・イスマイリ（Gentiana Ismajli）はコソボ出身で、民族的アルバニア人の歌手。ユーゴスラヴィア、セルビア社会主義共和国コソボ社会主義自治州のジラン / グニラネ（現コソボ共和国）出身。
主に出身地であるコソボの他、アルバニア、マケドニア共和国、モンテネグロ南部などのアルバニア語圏で知られている。代表曲は「Kthehu」（戻って）。ジャンルは他のバルカン半島諸国同様のポップ・ミュージック、ポップ・フォーク。挑発的な服装での扇情的なダンスで知られている。

## 来歴
- 生まれてからわずか数週間の後に、両親とともにアメリカ合衆国のシカゴに移った。
- 19歳のとき、彼女はコソボへ行き、「Dridhem」と言う歌を歌った。この曲はすぐにヒットとなり、これがきっかけとなって、歌手としてのキャリアが始まった。
- 音楽活動のためにコソボに再移住し、アルバニアおよびコソボの両国で数多くの音楽フェスティバルに出場した。
- 2005年、音楽フェスティバルケンガ・マジケにおいて、アルバニア人のアドリアン・ヒラ（Adrian Hila）作曲による「S'dua tjetër」を歌い、優勝を果たした。
  - このとき、ゲンタは292ポイントを獲得、第2位はポップ・グループの Aurora、第3位はシンガー・ソングライターのフロリ・ムマイェシであった[1]。
- 彼女の楽曲「Kthehu」ではプロモーション・ビデオも製作され、アメリカ合衆国でも公開された。
- ゲンタはコソボで更なる活動を続け、多くのヒットを生み出した。
- 英語での歌唱も始め、2010年に初めて英語曲のみを収録したアルバム『Planet Me』が発売された。多くの収録予定曲が発売前にインターネット上に流出している。
  - 収録曲の多くはカラ・ディオガーディ（英語版）製作による。ディオガーディはアメリカ合衆国のソングライターであり、ブリトニー・スピアーズやケリー・クラークソンなどとも楽曲を製作した。
  - 発売前のインタビューの中でゲンタは、自分は有名な歌手になりたい、アメリカ合衆国で有力な作曲家やソングライターと共に製作中であると話した。
- 2014年、ケンガ・マジケに出場[2]。
- 2016年、エトノ・エンジュイトの別名 Etnon のデジタル・シングル「Shake It」でフィーチャリングされた[3]。

## 人物
- 扇情的なステージ・パフォーマンスや挑発的な衣装は、ゲンタのイメージの一部となっている。
- ゲンタの主要な競合歌手はアデリーナ・イスマイリ、レオノラ・ヤクピ、ノラ・イストレフィなどである。
- 両親のいるアメリカ合衆国と、コソボの間を往復する生活を続けている。

## ディスコグラフィー

### アルバム
- Mos Më Shiko （私を見ないで、2004年）
- Më e Forta Jam Unë（私は最強、2005年）
- Posesiv（欲張り、2006年）
- Zero Zero（2008年）
- Planet Me（2010年）※英語デジタル・アルバム
- Guximi（勇気、2011年）
- The Best of Genta（2016年）※デジタル・ベスト・アルバム
- Genta Ismajli（2016年）※デジタル・ベスト・アルバム
- Genta Ismajli Remixes（2016年）※デジタル・リミックス・アルバム

### デジタル・シングル
- Kishe（2016年）
- Feel（2016年）
- Si Ty Nuk Ka（2016年）
- A Je Gati（2016年）
- Dy Dashni（2017年）
- Po Du Met Pa（2017年）※Albatrit ft Nurteel & Genta Ismajli 名義